# Holmesimysis sculptoides
Holmesimysis sculptoides is een aasgarnalensoort uit de familie van de Mysidae. De wetenschappelijke naam van de soort is voor het eerst geldig gepubliceerd in 1979 door Holmquist.